# (24883) 1996 VG9
1996 في جي 9 (ويعرف أيضًا باسم (24883) 1996 في جي 9 وفق تسمية الكوكب الصغير) (بالإنجليزية: 1996 VG9)‏ هو كويكب ضمن حزام الكويكبات؛ وترتيبه 24883 من حيث الاكتشاف.
اكتُشف هذا الجُرم الفلكي بواسطة برنامج شميدت للكويكبات في بكين في 13 نوفمبر 1996.

## وصلات خارجية
- (24883) 1996 VG9 في قاعدة بيانات مختبر الدفع النفاث لأجرام النظام الشمسي الصغيرة

- الاكتشاف · مخطط المدار ·  العناصر المدارية · المعلمات المادية

- (24883) 1996 VG9 على موقع ويكي سكاي: DSS2, SDSS, GALEX, IRAS, Hydrogen α, X-Ray, Astrophoto, Sky Map, Articles and images